# Gregorio di Tuscolo
Gregorio di Tuscolo (... – 1012) è stato un nobile e politico italiano.
Fu conte di Tuscolo in un periodo compreso tra il 954 e il 1012. Ebbe anche i titoli di consul et dux nel 961, excellentissimus vir nel 980 e praefectus navalis nel 999. Era figlio di Alberico II (nipote di Alberico I di Spoleto e Marozia) e Alda di Vienne. Il suo fratellastro era Papa Giovanni XII. I suoi possedimenti includevano le città di Galeria, Arce e Preneste e deteneva il titolo di conte del Sacro Palazzo Lateranense. Descritto come uomo scaltro, pragmatico e intelligente, fu uno dei protagonisti della vita politica romana della sua epoca.

Stemma dei conti di Tuscolo

## Biografia
Considerato il capostipite della casata tuscolana, fu il primo a fregiarsi del titolo di "Conte di Tuscolo" (comes de Tusculana o de Tusculo nei documenti dell'epoca, in cui il termine comes si riferiva probabilmente alla sua carica di conte palatino), titolo che fu poi ereditato da tutti i suoi discendenti. Nel 980 ricevette anche i titoli di excellentissimus vir e di rettore apostolico del monastero di Sant'Andrea e Santa Lucia. Nel 981 fu insignito del titolo di Romanorum consul, dux et senator ( "Console, duca e senatore dei Romani").
Oltre ad essere amico intimo e alleato dei papi, in particolare di Silvestro II, Gregorio servì anche come praefectus navalis degli imperatori del Sacro Romano Impero Ottone I e Ottone II, dei quali sembra fosse uomo di fiducia nell'ambiente romano. Tuttavia, il 6 febbraio 1001, fu nominato "Capo della Repubblica" dai romani per aver guidato la rivolta contro Ottone III e aver espulso i Crescenzi. Dietro questo apparente "tradimento" da parte di Gregorio non si deve intravedere un passaggio da una fazione "filoimperiale" ad una "antimperiale" (fazioni che inoltre erano tutt'altro che chiaramente definite all'epoca), bensì un segno dell'instabilità della scena politica romana e un esempio della spregiudicatezza del nobile tuscolano. Nel 1002 Gregorio dovette rinunciare al suo nuovo titolo quando i Crescenzi riuscirono a riprendere il potere.
Nel 1004 ospitò Nilo da Rossano e il suo seguito nel loro pellegrinaggio verso Roma e, colpito dalla pietà del santo, donò loro un terreno presso l'attuale Grottaferrata sul quale poi sorse l'abbazia di Santa Maria. Secondo i registri dell'abbazia stessa, Gregorio vi si sarebbe ritirato a vita monastica negli ultimi anni della sua vita.
La data della morte di Gregorio non è nota, ma è noto che avvenne qualche tempo prima dell'11 giugno 1012, giorno in cui suo figlio Teofilatto fu eletto papa col nome di Benedetto VIII. L'ultimo documento pervenutoci contenente il nome di Gregorio è una donazione fatta all'abbazia di Farfa da Benedetto VIII nel 1013 pro remedio animae dei suoi genitori.

## Matrimonio e figli
Dalla moglie Maria (morta nel 1013) ebbe tre figli e una figlia:
- Teofilatto, che divenne papa Benedetto VIII.
- Alberico III, che gli successe a Tuscolo e nei suoi titoli.
- Romano, che divenne papa Giovanni XIX
- Marozia III, che sposò Transamondo III di Spoleto. Insieme, le casate di Tuscolo e Spoleto furono le potenze temporali dominanti nell'Italia centrale, l'una rappresentante del potere imperiale e l'altra, quella di Gregorio, di quella papale.